# Neisha
Neža Buh (Liubliana, 5 de enero de 1982), conocida artísticamente como Neisha, es una pianista, compositora y cantante de pop eslovena.

## Carrera
Nacida en el seno de una familia de músicos, su talento musical fue descubierto durante su infancia por lo que ingresó en una escuela de música (primero en Cerkno y luego en Škofja Loka) y continuó en el Conservatorio de Música y Ballet de Liubliana. Debido al éxito obtenido en varios concursos musicales de piano y solfeo, la escuela le otorgó en 2003 el premio Škerjanc. En 2000 se convirtió en estudiante de la Academia de Música de Liubliana.
Además de la música clásica, colaboró con muchos artistas de pop comercial y rock (Terrafolk y Big Foot Mama entre otros) como arreglista, corista o teclista. Su carrera en solitario comenzó en 2005. Su primer sencillo, Planet za zadet (cuya versión en inglés fue titulada Straight to the Moon), fue muy bien acogido entre la audiencia y, debido al gran interés despertado, su primer álbum, llamado simplemente Neisha, fue lanzado dos semanas antes de lo previsto inicialmente. Durante su primera semana solo la banda de folk Atomik Harmonik vendió más discos, pero al final del año Neisha se convirtió en el álbum esloveno más vendido de 2005, a pesar de ser lanzado en otoño. Después de diez semanas reinando en la lista nacional, varios premios y varios conciertos con entradas agotadas, fue nuevamente el álbum más vendido en Eslovenia en 2006.
En 2007 lanzó su siguiente álbum, titulado Nor je ta svet (traducido como Este mundo está loco), que también tuvo bastante éxito. Continuó tocando en los mayores escenarios de Eslovenia y colaboró con destacados artistas locales como Kornelije Kovač, Vlado Kreslin, Gibonni, Massimo o Vlatko Stefanovski.
En 2010 publicó un nuevo álbum titulado Krila (traducido como Alas).

## Discografía
| Tipo             | Título                 | Año  | Discográfica |
| ---------------- | ---------------------- | ---- | ------------ |
| Álbum de estudio | Neisha                 | 2005 | Neka Records |
| Álbum de estudio | Nor je ta svet         | 2007 | Neka Records |
| Álbum de estudio | Krila                  | 2010 | Neka Records |
| Álbum de estudio | Za vesoljke in kavboje | 2013 | Neka Records |

## Premios
| Año  | Resultado | Categoría               | Premio                  |
| ---- | --------- | ----------------------- | ----------------------- |
| 2006 | Nominado  | Mejor artista adriático | MTV Europe Music Awards |
| 2006 | Ganador   | Mejor artista musical   | Premios Viktor          |